# Hermann Ament
Hermann Ament (* 2. Februar 1936 in Montabaur) ist ein deutscher Prähistoriker.
Nach der Promotion an der Universität Mainz 1963 absolvierte Ament ein Volontariat am Römisch-Germanischen Zentralmuseum in Mainz und erhielt 1964/1965 ein Reisestipendium des Deutschen Archäologischen Instituts. Anschließend war er von 1965 bis 1977 als wissenschaftlicher Referent an der Römisch-Germanischen Kommission des Deutschen Archäologischen Instituts in Frankfurt/Main tätig.
Von 1977 bis 1982 war Ament Professor am Institut für Prähistorische Archäologie der Freien Universität Berlin, von 1982 bis zu seinem Eintritt in den Ruhestand 2001 Professor für Vor- und Frühgeschichte an der Universität Mainz. Er hielt bis zum Wintersemester 2013/2014 einzelne Lehrveranstaltungen an den Universitäten Frankfurt am Main, Marburg und Würzburg.
Sein Forschungsgebiet ist die Archäologie der Merowingerzeit.
Seit seiner Studentenzeit ist Ament Mitglied der katholischen Studentenverbindungen Normannia-Greifswald zu Mainz und Staufia Frankfurt im KV.

## Publikationen
- Die archäologischen Funde des frühen Mittelalters aus dem westlichen Deutschland im Museum für Vor- und Frühgeschichte Berlin. Berlin 2006, ISBN 978-3-88609-559-9.
- Frühe Völker Europas: Thraker – Illyrer – Kelten – Germanen – Etrusker – Italiker – Griechen. Theis, Stuttgart 2003, ISBN 978-3-8062-1758-2.
- Siedlung und Gräberfeld des frühen Mittelalters von Mertloch, Künzerhof (Kreis Mayen-Koblenz). Nürnberg 1993, ISBN 978-3-926982-32-2
- Das alamannische Gräberfeld von Eschborn (Main-Taunus-Kreis). Landesamt für Denkmalpflege Hessen, Wiesbaden 1992.